# F–9 (skola)
F–9 är en term som används för att beskriva det utbildningssystem som finns i Sverige. Beteckning används i skolsammanhang och betyder att skolan har undervisning för elever från förskoleklass och därutöver från årskurs 1 upp till årskurs 9 i den svenska grundskolan. F–3 innebär att man har undervisning till och med årskurs 3, F–6 upp till och med årskurs 6.
Före förskoleklassens införande var grundskolan stadieindelad och man talade i stället om grundskolans årskurser 1–3 (lågstadium), 1–6 (låg- och mellanstadium), 4–9 (mellan- och högstadium) och 1–9 (låg-, mellan- och högstadium).